# Langues mandingues
Pour les articles homonymes, voir Mandingue.
Les langues mandingues forment un ensemble de langues d'Afrique de l'Ouest qui constituent le principal groupe, en nombre de locuteurs, de la famille des langues mandées. Il s'agit d'un continuum linguistique, même les variantes les plus éloignées restant mutuellement intelligibles sans limites géographiques claires entre chaque dialecte identifié. Les principaux représentants sont le bambara et les malinké de Kita, maninka de l'Est et malinké de l'Ouest au Mali, le koyaka, mahouka, koro et mangoro en Côte d’Ivoire, le dioula, dafing, bolon au Burkina Faso, le mandinka au Sénégal, en Gambie et en Guinée Bissau ou le maninka de l'Est en Guinée.

## Terminologie
Au vu de la délimitation complexe des différents parlers, on considère tantôt « le mandingue » comme une seule langue présentant plusieurs dialectes, tantôt « les langues mandingues » comme un ensemble de langues proches. Cette dernière vision est celle généralement adoptée par la littérature scientifique contemporaine.

### Évolution historique
Le terme « mandingue » est une déformation du mot mandenka, c'est-à-dire « habitant du Manden » (-ka étant le suffixe signifiant « habitant »), le foyer historique de l'empire du Mali. Ce sont les navigateurs portugais qui l'utilisent les premiers pour désigner alors indifféremment la langue et les peuples qui la parlent, dans les régions littorales correspondant aujourd'hui à la Gambie, la Casamance, la Guinée-Bissau ou la Guinée-Conakry. Plus tard, les voyageurs de la marine marchande anglaise diffusent la variante « mandingo », avec la même acception. Ce sont eux qui ont certainement introduit le mot chez les populations du Liberia et de la Sierra Leone. La première apparition en français date du XVIIe siècle dans un texte intitulé : « Vocabulaires Guiolof, Mandingue, Foule, Sarakolé, Séraire, Bagnon et Floue ».
La première tentative de description scientifique de ces langues est effectuée en 1854 par le missionnaire allemand Sigismund Koelle dans son Polyglotta Africana. Il y mentionne treize langues sous le titre « North-Western High-Sudan » ou « mandenga ». Ses travaux introduisent le terme « mandé » (qu'il utilise pour désigner l'espace culturel) à la suite d'une segmentation erronée du terme « mandenka » : il analyse en effet le n comme faisant partie du suffixe, alors que le suffixe signifiant « habitant » est seulement -ka.
Par la suite, le terme « mandé » ne disparaîtra pas et sera souvent utilisé indifféremment avec « mandingue ». Ainsi, le linguiste français Maurice Delafosse publie en 1901 un ouvrage intitulé Essai de manuel pratique de la langue mandé ou mandingue qui pose les bases de la classification moderne des langues mandées. Mais sa position évolue plus tard lorsqu'il reconnaît les particularités d'un groupe qu'il désigne mandingue dans le « Haut Sénégal Niger ». En 1929, il publie La Langue mandingue et ses dialectes : malinké, bambara, dioula et achève de fixer les limites entre les mots mandé et mandingue dans la littérature francophone : le premier réunit un ensemble de langues proches, une famille, alors que le second désigne un bloc linguistique relativement homogène.
Dans la seconde moitié du XXe siècle, les linguistes tenteront de circonscrire plus précisément le domaine mandingue. Ils s'aident de méthodes scientifiques comme le recours à des listes Swadesh de mots de vocabulaire commun, qui permettront de définir avec rigueur quels parlers appartiennent au mandingue. Cette évolution entraîne la construction d'un terme nouveau pour désigner les langues ainsi réunies : le « mandenkan ». Son usage est surtout repris par les écoles britanniques, et la littérature scientifique anglo-saxonne utilise désormais plus volontiers le terme « mandekan », là où la tradition francophone préfère le terme « mandingue » Cette distinction aboutit à une certaine confusion, certains auteurs américains non-linguistes tendant à omettre le suffixe -kan et à désigner comme mandé le groupe restreint bambara-dioula-malinké. Lorsqu'ils cherchent un terme pour décrire la famille linguistique plus élargie, c'est souvent sur Manden ou Manding que se porte leur choix, ou ils utilisent alors Mande pour la langue et Manding pour les locuteurs. Au bout du compte, l'usage des deux termes mandé et mandingue tend donc à s'intervertir d'un côté à l'autre de l'Atlantique.

### Usages contemporains
Les glossonymes traditionnellement utilisés pour désigner les différents parlers du groupe englobent des réalités parfois fort différentes. Ainsi, les termes dioula, bambara, malinké, maninka et mandingue forment des ensembles aux contours flous et sont bien souvent interchangeables. Ils évoluent aussi en fonction des entités politiques et des événements.
Si mandingue désigne de manière générique n'importe quelle langue de la zone linguistique, on peut remarquer une tendance à l'utiliser plus souvent pour décrire les parlers qui ne sont ni bambara, ni dioula. La base de données Ethnologue reconnaît ainsi une macro-langue « mandingo » sous le code ISO 639-3 « man » qui inclut des dialectes occidentaux et orientaux mais exclut notamment le dioula et le bambara. Les limites de cet ensemble ne reposent toutefois sur aucune réalité linguistique. Parallèlement, on rencontre souvent le terme mandingue pour désigner spécifiquement le mandinka du Sénégal et de la Gambie. Ainsi, les locuteurs gambiens nomment leur langue mandingo en anglais, alors qu'en Sierra Leone et au Liberia, ce terme désigne le locuteur de n'importe quelle langue mandingue. Les variantes parlées dans ces deux régions sont pourtant fort différentes et ne sont pas « plus mandingues » que les autres.
Malinké et maninka ont la même étymologie que mandingue et lui sont en théorie synonymes. Le premier terme est surtout utilisé dans le monde francophone, alors que le second s'emploie plutôt en anglais, avec la même acception. Dans la littérature, ils sont surtout utilisés pour décrire un vaste ensemble linguistique hétérogène qui s'étend de l'est du Sénégal jusqu'au sud de la Guinée, en excluant les zones bambara et dioula. Ici encore, l'usage est abusif du point de vue linguistique : le malinké de l'Est présente bien plus de similitudes avec les dialectes bambaras et dioulas qu'avec le malinké de l'Ouest ou le malinké de Kita. Les frontières nationales créent des confusions supplémentaires. Par exemple, nombre de locuteurs malinkés au Mali se prétendent eux-mêmes « bambaras ». Ces distinctions évoluent aussi en fonction du contexte politique : durant la crise ivoirienne de 2010-2011, les partisans mandingues du Rassemblement des républicains préféraient se dire « Dioula », alors que ceux restés loyaux au régime de Laurent Gbagbo s'identifiaient plutôt aux Malinkés. Le niveau d'études des locuteurs a également son importance : dans le Nord-Ouest ivoirien, les locuteurs des différents parlers mandingues emploient respectivement les termes dioula et malinké, selon qu'ils sont scolarisés ou non.

## Classification externe
Les langues mandingues se rapprochent de celles des sous-groupes vaï-kono (vaï, kono) et mokolé (koranko, mikhiforé, kakabé, lélé). Elles forment un ensemble appelé mandingue-vaï ou parfois grand mandingue, qui constitue lui-même une sous-branche du groupe occidental des langues mandées.

## Subdivisions
À la suite des travaux de Gérard Galtier en 1980, on divise habituellement les parlers mandingues en un groupe occidental et un groupe oriental. La frontière entre les deux groupes traverse le cercle de Kita, au Mali. Le trait distinctif le plus souvent cité est l'opposition entre un système à 5 voyelles pour les dialectes de l'Ouest contre 7 voyelles à l'Est. Si la classification d'une variante dans l'un ou l'autre des deux groupes ne pose pas beaucoup de difficultés, la classification interne de ceux-ci n'est pas aisée. On peut néanmoins dégager cinq grands ensembles.

### Le groupe occidental
Ce groupe rassemble tous les dialectes mandingues situés à l'ouest de Kita au Mali. La distinction avec le groupe oriental se fait surtout sur une base phonologique, notamment la présence d'un système à 5 voyelles contre 7 à l'Est. Galtier (1980) reconnaît trois sous-branches, en précisant que leurs divergences ne sont pas très importantes.
La première inclut le mandinka, qui est une langue bien caractérisée et documentée, et de loin la plus répandue. C'est la langue principale de Gambie, elle est largement parlée en Casamance (sud du Sénégal), ainsi que dans la partie orientale de la Guinée-Bissau. Il existe de nombreuses publications sur le mandinka, en raison notamment de l'ancienneté de ses contacts avec les Européens. Elle est souvent appelée « mandingue » en français et « Mandingo » en anglais, ce qui peut être la source de certaines confusions.
Une seconde branche comprend le khassonké et le malinké de l'Ouest. Ces deux langues sont parlées à l'est du Sénégal (régions de Tambacounda et Kédougou) et à l'ouest du Mali (cercles de Kayes, Bafoulabé et Keniéba). Elles sont très proches et parfaitement mutuellement intelligibles et se distinguent surtout pour des raisons sociolinguistiques. À ce groupe s'ajoute le diakhanké, un dialecte très minoritaire parlé près de Kédougou au Sénégal.
Enfin, la dernière branche réunit le malinké de Kita et le kagoro. La première est parlée dans la partie occidentale du cercle de Kita au Mali. La seconde est un dialecte menacé dont les locuteurs forment des poches dispersées le long de la zone de contact entre soninké et bambara, et qui est progressivement remplacée par l'une ou l'autre de ces deux langues.

### Le bambara
Le bambara, appelée bamanakan par ses locuteurs, est la principale langue malienne et la plus importante du groupe. La zone bambara occupe le Mali central en débutant à 150 kilomètres à l'est de Bafoulabé et s'étendant jusqu'à Djenné et Mopti, en passant par Bamako et Ségou. Elle rassemble divers dialectes ainsi qu'une langue « standard » appelée bambara moderne et surtout parlée dans les grandes villes. C'est également la langue diffusée à la radio et à la télévision et elle bénéficie d'une littérature importante ainsi que de dictionnaires et de méthodes d'apprentissage. Le bambara moderne est basé sur la variante de Bamako, qui se trouve à la limite de la zone malinké. Elle est ainsi plus proche, sous certains aspects, des langues de ce groupe, qu'elle ne l'est de plusieurs dialectes bambara. On notera enfin l'utilisation du bambara comme langue véhiculaire dans l'est du Sénégal, le long de la ligne ferroviaire Dakar-Bamako (« bambara du chemin de fer »).

### Le dioula
Le terme « dioula » englobe plusieurs réalités. Il y a d'une part le « dioula interethnique », le dioula des marchands, appelé tagboussikan, qui sert de langue véhiculaire au nord de la Côte-d'Ivoire et dans l’ouest du Burkina Faso. Il est très proche du bambara moderne et peut être considéré, sous certains aspects, comme une variante régionale de ce dernier.
D'autre part, on compte plus d'une vingtaine de dialectes régionaux en Côte-d'Ivoire qui sont communément nommés dioula. Le foyer historique dioula se situe dans la région autour de la ville de Kong dans le nord-est de la Côte d'Ivoire, et le dioula de Kong est souvent considéré lorsqu'il s'agit de comparer la « langue dioula » aux autres dialectes mandingues.
Les parlers du Nord-Ouest sont par contre très différents et s'approchent davantage des dialectes malinkés de Guinée et leur place au sein du groupe mandingue ainsi que leurs délimitations ne sont pas totalement éclaircies. Une enquête de la Société internationale de linguistique en 1999 a conclu à l'existence d'au moins cinq langues différenciées : le mahou, le kaniga, le koyaga, l’odiennéka, le bondoukouka, le koro et le worodougouka.

### Les parlers malinké orientaux
Il s'agit du groupe le plus difficile à définir précisément, notamment en raison de la grande confusion qui existe parmi les nombreux linguonymes utilisés. Il est centré sur le maninka-mori (le « marabout maninka ») qui sont les Kaba de Kankan, ou manenka, qui tend à devenir la langue standard pour tous les malinkés de Guinée et basée sur le dialecte de la ville Kankan. Cette variante présente un degré de parenté important avec les idiomes parlés plus au Nord : malinké du Mandingue et du Wassoulou (wasulunka). Ces différents dialectes sont collectivement regroupés sous l’appellation maninkakan de l'Est, mais il faut noter que les variantes maliennes tendent à présenter plus de liens avec le bambara moderne qu'avec le maninka-mori. Ce phénomène est notamment dû à la position de Bamako (dont le bambara standard est originaire) sur la frontière entre les sphères d'influence malinké et bambara.
Plusieurs études tendent à exclure et à considérer comme des langues séparées les parlers malinké situés à l'ouest et au sud-est de Kankan. Elles distinguent ainsi le sankaran (région de Faranah), le konyanka (région de Nzérékoré) ou encore le manya (à l'ouest de Beyla, ainsi que dans l'extrême-nord du Liberia).
Enfin, les dialectes du nord-ouest de la Côte d'Ivoire, bien que traditionnellement associés au dioula, présentent de nombreux liens de parenté avec ce groupe et y sont parfois inclus.

### Le marka
Le marka (ou dafing) est un ensemble de dialectes proches qui sont parlés à la frontière entre le Burkina Faso et le Mali. Il a souvent été rapproché du dioula, bien que la plupart des classifications récentes l'en distinguent. Certains auteurs y incluent le bolon, une autre langue minoritaire du Burkina Faso.

## Liste des langues

### Macro-langue mandingue
Le standard ISO 639-3 identifie le mandingue (mandingo en anglais) comme une macrolangue, subdivisé en 6 variants (7 variantes jusqu’en 2013):
- mandinka (Sénégal, Gambie, Guinée Bissau) (code mnk)
- maninka konyanka (Guinée) (code mku)
- maninka sankaran (Guinée) (code msc)
- maninkakan de l’Est (Guinée, Mali) (code emk)
- maninkakan de Kita (Mali) (code mwk)
- maninkakan de l’ouest (Mali, Sénégal) (code mlq)

En 2013, l’ISO 639-3 a retiré le « maninka des forêts (Cote d’Ivoire) », dont le code était myq, à la suite d’une demande par Valentin Vydrin.
Classification des parlers mandingues d'après la base de données Ethnologue :
- Langues mandingues
  - Bolon (code bof)
  - Sininkéré (code skq)
  - groupe Est
    - Marka (code rkm)
    - groupe Nord-Est
      - Bambara (code bam)
      - Dioula (code dyu)

    - groupe Sud-Est
      - Konyanka (code mku)
      - Sankaran (code msc)
      - Maninkakan de l'Est (code emk)
      - Manya (code mzj)
      - Maninka-mori
        - Korokan (code kfo)
        - Koyaka (code kga)
        - Mahou (code mxx)
        - Dioula d'Odienné (code jod)
        - Worodougou (code jud)

  - groupe Ouest
    - Kagoro (code xkg)
    - Mandinka (code mnk)
    - Malinké de Kita (code mwk)
    - Malinké de l'Ouest (code mlq)
    - Khassonké (code kao)
    - Diakhanké (code jad)

## Caractéristiques linguistiques

### Phonologie
Deux critères phonologiques permettent de distinguer les parlers mandingues des autres langues proches du groupe mandé-centre :
- La présence en position initiale de /s/ en mandingue contre /k/ dans les autres langues ;
- La présence en position initiale de /l/ en mandingue (ou /d/ en bambara) contre /s/ dans les autres langues.

Quelques exemples sont donnés dans le tableau suivant :
|                | Mandingue | Mandingue | Mandingue | Mandingue | Autres  | Autres | Autres  |
|                | bambara   | dioula    | maninka   | mandinka  | koranko | vaï    | soussou |
| « route »      | síra      | síra      | síla      | síla      | kéla    | kí'à   | kíráà   |
| « se coucher » | dá        | lá        | lá        | láa       | sá      | sá     | sá      |

À l'intérieur du groupe mandingue, la distinction se fait principalement sur l'opposition entre un système à 5 voyelles dans les parlers occidentaux contre 7 dans les parlers orientaux :
| Groupe Ouest | /i/ | /i/ | /e/ | /a/ | /o/ | /u/ | /u/ |
| Groupe Est   | /i/ | /e/ | /ɛ/ | /a/ | /ɔ/ | /o/ | /u/ |

On peut ainsi noter que dans de nombreux mots, le /e/ de l'Est correspond à /i/ à l'Ouest et le /o/ à /u/. Parallèlement, le /ɛ/ et /ɔ/ des dialectes orientaux prennent une réalisation mi-fermée dans leurs voisins occidentaux (respectivement /e/ et /o/). Quelques exemples :
|          | Ouest    | Ouest     | Est     | Est     | Est    | Est   | Est   |
|          | mandinka | khassonké | maninka | bambara | dioula | mahou | marka |
| « main » | búlu     | búlu      | bólo    | bólo    | bóro   | ɓóő   | bòo   |
| « un »   | kíliŋ    | kíliŋ     | kélḛ    | kélḛ    | kélen  | kée̋ŋ  | cḛ    |

## Écriture
Même si les langues mandingues ont une forte tradition orale, plusieurs alphabets sont utilisés pour leur transcription. L'alphabet arabe a été introduit dans la région avec l'islam et adapté pour écrire certaines langues. L'adjami est encore régulièrement utilisé pour transcrire le mandinka. Il a cependant été supplanté dans de nombreux cas par l'alphabet latin depuis la période coloniale, et des versions officielles existent dans plusieurs pays. L'alphabet n'ko a été développé en 1949 par le linguiste Solomana Kante pour transcrire spécifiquement les langues mandingues. Ce dernier a publié un dictionnaire de 32 000 mots, ainsi que des livres d'histoire et de sciences, rédigés en n'ko.

### Transcriptions latines
Au lendemain des indépendances, le besoin s'est fait sentir d'adopter des transcriptions officielles pour les diverses langues africaines en alphabet latin. Dans cette perspective, une réunion d'experts s'est tenue à Bamako en 1966 sous l'égide de l'UNESCO. L'alphabet proposé par le groupe responsable du mandingue a été élaboré dans le souci de correspondre au système phonologique de la langue (en tenant compte des différentes variantes dialectales) et de pouvoir être dactylographié et imprimé avec les machines disponibles dans les pays concernés.
Cependant, les propositions de la conférence n'ont pas été intégralement suivies, ce qui a donné lieu à six transcriptions officielles différentes : Mali, Côte d'Ivoire, Burkina Faso, Guinée, Gambie et Sénégal.
En 1978, une nouvelle réunion de l'UNESCO organisée à Niamey met au point un « alphabet africain de référence » dont le but principal est de faire correspondre un graphème unique pour chaque phonème et d'éviter l'utilisation des signes diacritiques (réservés à la notation des tons), ce qui aboutit à l'introduction de plusieurs caractères empruntés à l'alphabet phonétique.
| Phonème          | /a/ | /b/ | /d/ | /d͡ʒ/ | /ɛ/ | /e/ | /f/ | /g/ | /ɡ͡b/ | /h/ | /i/ | /k/ | /x/ | /l/ | /m/ | /n/ | /ŋ/ | /ɲ/ | /ɔ/  | /o/ | /p/ | /r/ | /s/ | /ʃ/ | /t/ | /t͡ʃ/ | /u/ | /w/ | /j/ | /z/ |
| Bamako 1966      | a   | b   | d   | dy   | e   | é   | f   | g   | gb   | h   | i   | k   | kh  | l   | m   | n   | nw  | ny  | o    | ó   | p   | r   | s   | sh  | t   | ty   | u   | w   | y   | z   |
| Niamey 1978      | a   | b   | d   | j    | ɛ   | e   | f   | g   | gb   | h   | i   | k   | x   | l   | m   | n   | ŋ   | ɲ   | ɔ    | o   | p   | r   | s   | sh  | t   | c    | u   | w   | y   | z   |
| Autres variantes |     |     |     |      | è   |     |     |     | gw   |     |     |     |     |     |     |     | ng  | ñ   | ò, ö |     |     |     |     |     |     |      |     |     |     |     |

La plupart des pays mandingophones adaptent par la suite leur alphabet officiel pour le mettre en conformité avec les recommandations de cette conférence :
- le Burkina Faso, par le décret No 79/055/PRES/ESRS du 2 février 1979 portant codification de l’Alphabet national voltaïque, valable pour le dioula ;
- la Côte d'Ivoire, par la publication en 1979 par l’Institut de linguistique appliquée d’Abidjan d'une orthographe pratique des langues ivoiriennes, valable pour le dioula ;
- le Mali, par le  décret No 159 PG-RM du 19 juillet 1982 fixant l'alphabet pour la transcription des langues nationales, valable pour le bambara ;
- la Guinée, par l'ordonnance no 019/PRG/SGG du 10 mars 1989 sur le nouvel alphabet des langues guinéennes, valable pour le maninka ;
- le Sénégal, par le décret No 2005-982 du 21 octobre 2005 relatif à l’orthographe et la séparation des mots en mandinka, valable pour le mandinka.

Ces différents alphabets sont très similaires et ne se distinguent que sur des points de détails. Ils peinent pourtant à s'imposer dans la vie quotidienne, et seule une minorité de personnes alphabétisées sont capables de lire et d'écrire correctement dans l'une des variantes mandingues. Il existe deux freins principaux à une utilisation plus étendue de ces règles de transcription officielles introduites par la réunion de Niamey. Le premier est le choix de caractères absents des langues européennes sur lesquelles sont basées la plupart des outils de rédaction en informatique et en imprimerie : ɛ, ŋ, ɲ, ɔ. Le second est l'utilisation de graphèmes ayant une tout autre réalisation phonologique en français et en anglais, ce qui gêne le développement d'un véritable bilinguisme scripturaire dans des systèmes éducatifs encore très marqués par les anciennes métropoles : j, c, x. Ce dernier point est particulièrement problématique dans la transcription des noms propres et des sigles (par exemple CEDEAO, CFA, UNICEF, etc.) s'ils apparaissent dans un texte rédigé en mandingue. Il faut noter que l'alphabet proposé à Bamako en 1966 évitait ces deux écueils.

### Alphabet n'ko
| o /ɔ/ | ô /o/ | ou /u/ | è /ɛ/ | i /i/ | é /e/ | a /a/ |
| ߐ     | ߏ     | ߎ      | ߍ     | ߌ     | ߋ     | ߊ     |
|       |       |        |       |       |       |       |

| ra /ɾa/ | da /da/ | tcha /t͡ʃa/ | dja /d͡ʒa/ | ta /ta/   | pa /pa/ | ba /ba/  |
| ߙ       | ߘ       | ߗ          | ߖ         | ߕ         | ߔ       | ߓ        |
|         |         |            |           |           |         |          |
| ma /ma/ | la /la/ | ka /ka/    | fa /fa/   | gba /ɡ͡ba/ | sa /sa/ | rra /ra/ |
| ߡ       | ߟ       | ߞ          | ߝ         | ߜ         | ߛ       | ߚ        |
|         |         |            |           |           |         |          |
| n' /n̩/  |         | ya /ja/    | wa /wa/   | ha /ha/   | na /na/ | nya /ɲa/ |
| ߒ       |         | ߦ          | ߥ         | ߤ         | ߣ       | ߢ        |
|         |         |            |           |           |         |          |

## Développement
En 1996, une organisation non gouvernementale, Savane Développement, a créé à Kolia, en Côte d'Ivoire, une école pour une scolarisation partiellement en langue maternelle : c'est le Centre scolaire intégré du Niéné (CSIN). Dans ce centre expérimental, les élèves reçoivent, du préscolaire à la fin de la première année du primaire, un enseignement en sénoufo ou en malinké, selon leur langue maternelle, et poursuivent par la suite leurs études en français.